# Thijmgenootschap
Het Thijmgenootschap is een Nederlandse vereniging voor wetenschap en levensbeschouwing die is opgericht door katholieke intelligentsia. Het tijdschrift De Annalen van het Thijmgenootschap verschijnt viermaal per jaar met telkens een integrale aflevering als Thijmessay.

## Geschiedenis
In 1904 werd de Vereniging tot het Bevorderen van de Beoefening der Wetenschap onder de Katholieken in Nederland opgericht door pater I. Vogels s.j. en prof. dr. Th. Vlaming in 's-Gravenhage. De bedoeling was om de ondervertegenwoordiging van katholieke geleerden aan universiteiten weg te werken waarmee de vereniging aan de wieg stond van de verzuiling. In tegenstelling tot de Radboudstichting die de katholieke grondstellingen wilden bewaken hield deze Wetenschappelijke Katholieke zich ver van klerikale bemoeizucht. In 1907 werden de Annalen voor het eerst uitgegeven en in 1929 werd in een lustrum teruggeblikt op een kwarteeuw activiteit. In de eerste helft van de 20ste eeuw heeft de vereniging een belangrijke bijdrage geleverd aan de katholieke emancipatie.
In 1947 werd de vereniging herdoopt tot het Thijmgenootschap, naar de 19de-eeuwse schrijver Joseph Alberdingk Thijm. Na het Tweede Vaticaans Concilie (1962-1965) kende de vereniging een zware terugval van haar ledenaantal. Het lidmaatschap is sinds 1969 niet meer beperkt tot katholieken. Binnen het genootschap bestaan vier afdelingen: een rechtskundige, een letterkundige, een filosofische en een katholiek-theologische. In 1981 werd het Thijmgenootschap verrijkt met een medische afdeling door een fusie met de Rooms-Katholieke Artsenvereniging.
De huidige bestuursvoorzitter is commissaris van de Koning van Noord-Brabant, Wim van de Donk. De voorzitter van de wetenschappelijke raad is prof. dr. Gabriel van den Brink.

## Thijmessays
- 1999: Herman De Dijn - De herontdekking van de ziel: voor een volwaardige kwaliteitszorg
- 2002: Paul van Tongeren - Over het verstrijken van de tijd: een kleine ethiek van de tijdservaring door
- 2004: Godfried Danneels - Gekneusd vertrouwen, vaste hoop
- 2006: Arnold Heertje - Echte economie: een verhandeling over schaarste en welvaart en over het geloof in leermeesters en lernen.
- 2009: Gerard Visser - Niets cadeau: een filosofisch essay over de ziel
- 2011: Jacques De Visscher - Toewijding: voorbij autonomie en zelfbeschikking: hommage aan Cornelis Verhoeven
- 2012: Jan Gruiters - Nooit meer oorlog: winnende missie of verloren visioen?
- 2015: Stephan van Erp - De onvoltooide eeuw: voorlopers van een katholieke cultuur
- 2016: Donald Loose - De universiteit: een leerschool in humanisering
- 2017: Theo Wobbes - Ziektebeeld door de tijd heen: van mythisch naar mechanistisch
- 2018: Gabriël Van den Brink - Heilige geest: een essay over aard en wording van de menselijke natuur
- 2019: Ruud Abma - Denken als ambacht; wat universiteiten kunnen bijdragen
- 2020: Theo de Wit - Godenstrijd in de liberale democratie: denken met Carl Schmitt over orde en subversie